# 데스코비
데스코비(Descovy)는 후천성면역결핍증(HIV/에이즈) 치료를 위한 항바이러스제다. 주요 성분은 테노포비르 알라페나미드(Tenofovir Alafenamide)와 엠트리시타빈(Emtricitabine)이며, 후천성면역결핍증 치료를 위해 보통 다른 바이러스 억제제 1종을 더해 함께 1일 1회 복용한다.
데스코비는 미국 제약회사 길리어드 사이언스(Gilead Sciences)가 기존에 개발해 판매하고 있던 후천성면역결핍증 백본(Backbone) 치료제 트루바다의 후속으로 출시되었다. 데스코비와 트루바다는 모두 테노포비르(Tenofovir)를 주요 성분으로 포함하고 있는데, 데스코비에 함유된 테노포비르의 용량이 트루바다 대비 약 10% 수준으로 낮아져, 이로 인해 낮은 확률로 발생할 수 있었던 트루바다의 신장 및 뼈 관련 부작용이 개선되었다.
데스코비는 2016년 4월 FDA 승인을 받았으며, 국내에서는 2017년 2월 식품의약품안전처로부터 허가를 받았다.

## 같이 보기
- 젠보야